# Documenti orali della Svizzera italiana
Curata da Mario Vicari, la collana riprende in forma rinnovata il lavoro della serie di fascicoli «Dialetti svizzeri», edita fra il 1974 e il 1983 dall'Archivio fonografico dell'Università di Zurigo. Il tratto comune a queste due iniziative editoriali è la doppia riproduzione delle testimonianze dialettali che vi sono riunite: una riproduzione orale su supporti audio e la loro versione scritta.

## Indagini a tappeto
I materiali sono tratti dall'archivio delle fonti orali nel quale sono già confluite le voci di parecchie centinaia di informatori. Ciascuna delle pubblicazioni prende in esame un territorio delimitato e si propone di attestare dal vivo quei dialetti di giurisdizione limitata che spesso non sono di comprensione immediata per l'ascoltatore dell'inizio del XXI secolo e che difficilmente risponderebbero alle esigenze comunicative della società odierna.

## Nel dedalo dei dialetti
Le molteplici parlate locali in cui era frammentata la Svizzera italiana di ieri si presentano oggi in una fase di transizione: in effetti sono contrassegnate per un verso dal persistere di pronunce, parole e modi di dire conservativi e per l'altro dal penetrare di forme dialettali innovative. Grazie alla riproduzione su supporto audio, l'ascoltatore si lascerà sorprendere da una ricchezza di sfumature sonore inconsuete per il suo orecchio. Egli potrà inoltre cogliere la cadenza intonativa caratteristica delle parlate dei singoli villaggi e le inflessioni di voce con le quali il parlante colorisce affettivamente ciò che riferisce.

## Vite raccontate
Documentare dialetti in condizioni di vitalità precarie equivale a porre al centro delle raccolte testimoni che si raccontano. In questa prospettiva, i DOSI permettono un approccio dall'interno ai lavori rurali e artigianali, all'uso di attrezzi agricoli, alle prime attività nell'ambito dei servizi e delle industrie, all'emigrazione, alle usanze religiose e profane, alle abitudini di vita e alle mentalità del passato.

## Più approcci possibili
Una vasta cerchia di ascoltatori-lettori troverà nei DOSI uno stimolo a trarre una lezione di civiltà dalle generazioni che ci hanno preceduti. Nel contempo gli studiosi che operano nel settore etnolinguistico e in quello delle scienze umane in genere vi troveranno un proficuo strumento di consultazione.